# Diclidurus isabellus
Diclidurus isabellus — є одним з видів мішкокрилих кажанів родини Emballonuridae.

## Поширення
Країни поширення: Бразилія, Гаяна, Венесуела. Багато зразків були взяті нижче 200 м над рівнем моря. Ці кажани літають високо в відкритому просторі, наприклад, над річками, струмками, лагунами і над наметом лісу. Також ширяють навколо вогнів, які залучають комах, навіть у містах. Віддає перевагу вологим районам. Спочивають, можливо в покинутих вежах, або між листям пальм. Може бути, добре адаптовані до людського житла.

## Загрози та охорона
Вирубка лісів є локальною загрозою.